# Nyżniokrynśke
Nyżniokrynśke (ukr. Нижньокринське) – osiedle na Ukrainie, w obwodzie donieckim, w faktycznie niefunkcjonującym rejonie donieckim, od 2014 pod kontrolą marionetkowej, uzależnionej od Rosji Donieckiej Republiki Ludowej. W 2001 liczyło 602 mieszkańców, spośród których 310 wskazało jako ojczysty język ukraiński, 272 rosyjski, 1 mołdawski, 4 białoruski, 11 ormiański, a 4 inny.